# Blue Ridge (Geòrgia)
Blue Ridge és una població dels Estats Units a l'estat de Geòrgia. Segons el cens del 2000 tenia 1.210 habitants.

## Demografia
Segons el cens del 2000, Blue Ridge tenia 1.210 habitants, 553 habitatges, i 319 famílies. La densitat de població era de 215,3 habitants per km².
Dels 553 habitatges en un 25,1% hi vivien nens de menys de 18 anys, en un 38,9% hi vivien parelles casades, en un 15,9% dones solteres, i en un 42,3% no eren unitats familiars. En el 38,2% dels habitatges hi vivien persones soles el 19,7% de les quals corresponia a persones de 65 anys o més que vivien soles. El nombre mitjà de persones vivint en cada habitatge era de 2,14 i el nombre mitjà de persones que vivien en cada família era de 2,81.
Per edats la població es repartia de la següent manera: un 22,3% tenia menys de 18 anys, un 9,8% entre 18 i 24, un 23,9% entre 25 i 44, un 25,2% de 45 a 60 i un 18,8% 65 anys o més.
L'edat mediana era de 39 anys. Per cada 100 dones de 18 o més anys hi havia 80,8 homes.
La renda mediana per habitatge era de 28.214 $ i la renda mediana per família de 35.259 $. Els homes tenien una renda mediana de 25.859 $ mentre que les dones 17.941 $. La renda per capita de la població era de 16.149 $. Entorn del 13,7% de les famílies i el 17% de la població estaven per davall del llindar de pobresa.

## Poblacions més properes
El següent diagrama mostra les poblacions més properes.